# حجر البخت

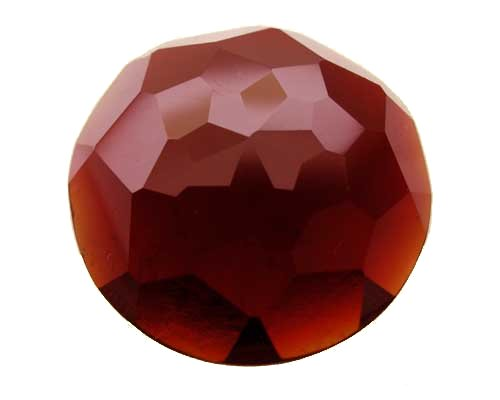

جوهرة المَوْلِد أو حجر البخت (بالإنجليزية: Birthstone)‏ حجر كريم يرتبطُ رمزياً بأحد أشهر السنة. وحسب انتقال المعتقدات المسيحية من جيل إلى جيل وفق أقوالهم، فإن حجر البخت يحمل الحظ السعيد للشخص المولود في ذلك الشهر، ويتوافق كل حجر أيضًا مع إحدى علامات دائرة البروجِ. وعلى كل حال فإنّ تواريخ الميلاد لكل علامة (برج)، لا تتوافق مع بداية ونهاية كل شهرٍ.
| الشهر  | الحجر الكريم             | الصفات    | علامة البرج                      |
| ------ | ------------------------ | --------- | -------------------------------- |
| يناير  | عقيق أحمر                | ثبات      | الدلو من (20 يناير-18 فبراير)    |
| فبراير | الجمشت                   | صدقْ       | الحوت من (19 فبراير-20 مارس)     |
| مارس   | الزبرجد                  | شجاعة     | الحمل من (21 مارس-19 أبريل)      |
| أبريل  | الألماس                  | براءة     | الثور من (20 أبريل- 20 مايو)     |
| مايو   | الزمرد                   | حـُبْ       | الجوزاء من (21 مايو- 20 يونيو)   |
| يونيو  | اللؤلؤ الهيلني حجر القمر | صحة       | السرطان من (21 يونية-22 يوليو)   |
| يوليو  | الياقوت الأحمر           | قناعة     | الأسد من (23 يوليو-22 أغسطس)     |
| أغسطس  | الزبرجد سبج              | زواج سعيد | العذراء من (23 أغسطس-22 سبتمبر)  |
| سبتمبر | الزفير                   | تفكير     | الميزان من (23 سبتمبر-22 أكتوبر) |
| أكتوبر | الأوبال التورمالين       | واضح أمل  | العقرب من (23 أكتوبر- 21 نوفمبر) |
| نوفمبر | التوباز                  | إخلاص     | القوس من (22 نوفمبر-21 ديسمبر)   |
| ديسمبر | الفيروز ـ الزركون        | ثروة      | الجدي من (22 ديسمبر-19 يناير)    |